# Metroid: Zero Mission
Metroid: Zero Mission è un videogioco per Game Boy Advance pubblicato nel 2004 dalla Nintendo, remake di Metroid per NES. È stato pubblicato dopo Metroid Fusion, ma riguarda eventi cronologicamente anteriori: quelli del primo capitolo della serie, in cui la protagonista Samus Aran doveva affrontare per la prima volta la minaccia dei Pirati Spaziali sul pianeta Zebes. Il gioco presenta molte differenze con l'universo originale di Metroid, poiché si ritrovano alcuni elementi che sarebbero comparsi solo in Metroid Fusion e Super Metroid.

## Trama
La storia del primo capitolo inizia narrata dalla protagonista, Samus Aran, nota cacciatrice di taglie della Federazione Galattica, che ricorda la sua prima missione sul pianeta Zebes, ossia quella di distruggere la minaccia dei Metroid, creature aliene potenzialmente pericolose per la galassia. Essi sono custoditi in quarantena nelle profondità di una fortezza sotterranea dai Pirati Spaziali, un popolo di mercenari conquistatori. Per questo motivo, Samus battezza la missione come Missione Zero. Una volta penetrata nelle gallerie sotterranee di Zebes, Samus trova delle misteriose statue dei Chozo, popolazione estinta che abitava quei luoghi, oltre che dei dispositivi perfettamente compatibili con il funzionamento della corazza della cacciatrice. Ottenendo potenziamenti sparsi per aprirsi nuove vie, Samus riesce a uccidere il gigantesco sovrano della regione di Brinstar, Kraid e una gigantesca bestia custodita dai Pirati Spaziali, Ridley, nella regione di Norfair. Riesce infine a sconfiggere nella regione di Tourian il Cervello Madre, l'unità biomeccanica che controlla i sistemi difensivi della fortezza e che una volta eliminata attiva l'autodistruzione dell'edificio. Samus riesce a partire con la sua navetta, prima che Tourian esploda, ma viene colpita da un caccia dei Pirati Spaziali prima che riesca a raggiungere l'atmosfera del pianeta. La cacciatrice però si salva grazie al sistema automatico di espulsione della nave e precipita in superficie presso l'Astronave Madre dei Pirati. La sua armatura va perduta insieme alla navetta e a tutto l'arsenale donatole dalle statue Chozo; avrà con sé solo gli stivali del salto, una pistola paralizzante e una tuta aderente blu (Tuta Zero). Tentando di non farsi scoprire e cercando una navetta di salvataggio dei Pirati con cui fuggire, Samus scopre infine delle antiche rovine dei Chozo, in una nuova regione chiamata Chozodia. Qui trova una stanza dove è presente la Tuta Gravità, dotata di tutti i suoi vecchi poteri e una nuova abilità, l'Astrosalto; con essa attraversa senza problemi la stazione nemica e distrugge una versione meccanica di Ridley. Con la sua sconfitta viene attivato il sistema di autodistruzione dell'astronave madre e Samus è costretta nuovamente a fuggire, salpando su una navetta di evacuazione dei Pirati. Il filmato finale mostra a Chozodia, all'interno della stanza in cui era presente la Tuta Gravità, un disegno su un muro: Samus bambina che tiene per mano due Chozo. I Pirati Spaziali intanto sono tutt'altro che sconfitti: da quando hanno sottratto i Metroid alla Federazione Galattica, essi hanno duplicato queste creature e cominciato a studiarle insieme ad una nuova sostanza radioattiva scoperta sul pianeta Tallon IV, il Phazon. (Metroid Prime)